# Lindernia newtonii
Lindernia newtonii é uma espécie botânica do gênero Lindernia pertencente à família Linderniaceae.